# From Here to Eternity (Iron Maiden)
From Here to Eternity è un singolo del gruppo musicale britannico Iron Maiden, pubblicato il 29 giugno 1992 come secondo estratto dal nono album in studio Fear of the Dark.

## Tracce
CD singolo (Germania, Giappone, Regno Unito), 12" (Germania)
1. From Here to Eternity (Triumph Mix) – 3:37 (Steve Harris)
2. Roll Over Vic Vella – 4:47 (Chuck Berry)
3. Public Enema Number One (Recorded Live at Wembley Arena 17th December 1990) – 3:57 (Dave Murray, Bruce Dickinson) – assente nell'edizione 12"
4. No Prayer for the Dying (Recorded Live at Wembley Arena 17th December 1990) – 4:23 (Steve Harris)

MC (Australia, Francia), 7" (Regno Unito)
- Lato A

1. From Here to Eternity (Triumph Mix) – 3:37 (Steve Harris)

- Lato B

1. Roll Over Vic Vella – 4:46 (Chuck Berry)

## Formazione
- Bruce Dickinson – voce
- Dave Murray – chitarra
- Janick Gers – chitarra
- Steve Harris – basso
- Nicko McBrain – batteria